# Tragedia de Los Órganos de 2020
La tragedia de Los Órganos de 2020 se refiere a un accidente automovilístico ocurrido el 15 de febrero en la provincia de Talara, al noroeste del departamento de Piura. El resultado fue de ocho muertos y aproximadamente más de 45 heridos.

## Desarrollo
Un bus de la empresa Divino Señor que transportaba a hinchas del Barcelona Sporting Club, un club ecuatoriano, que había acudido a Perú para un partido contra el peruano Club Sporting Cristal el jueves 13, con un resultado de 2-1 favorable para el segundo, se salió de la carretera por una curva y rodó 15 metros en profundidad. Presuntamente el conductor estaba yendo a una velocidad excesiva, el bus salió de Lima el mismo día del accidente rumbo a la panamericana norte.
El accidente se produjo a las 4:35 a. m. (hora peruana), el bus en su intento de pasar una curva del diablo fue a parar cerca del pozo 7226 BA-34 de petróleo, la placa del bus era B1Q-968, el cual era conducido por José Luis Lloclla Adrianzén.
Según El Español, todos los muertos son de nacionalidad ecuatoriana, el propio Barcelona Sporting Club informó este número en su cuenta oficial de Twitter. El propio Ministerio de Salud de Perú oficializó dicha cifra, aunque aumentando un deceso más:

Los heridos han sido derivados a establecimientos de salud cercanos. Hasta el momento son ocho los fallecidos.

### Víctimas y heridos
Edith Pino Icaza, cónsul de Ecuador en Tumbes, ciudad peruana, informó que los fallecidos fueron seis hombres y una mujer: «Vamos a coordinar el traslado de los cuerpos vía aérea, estamos tomando contacto con los familiares», varios de los aficionados sobrevivientes informaron que contrataron a la empresa de Divino Niño en la localidad fronteriza Aguas Verdes para un viaje de ida y vuelta.
Los gobiernos regionales de provincias del sur de Ecuador ofrecieron ayuda, El Oro envió tres ambulancias a la localidad Huaquillas, fronteriza con Perú, Guayas informó que su gobernador se trasladará al país vecino para gestionar en ayuda, Los Ríos comunicó que gestionará junto a las autoridades de El Oro el envío de buses para traer a los heridos devuelta a Ecuador.
El Ministerio de Relaciones Exteriores y Movilidad Humana de Ecuador comunicó el 17 de febrero que se están haciendo los trámites con el gobierno del Perú para la repatriación de los cuerpos y de los sobrevivientes al país.
| Fallecidos y heridos según El Universo |
| --- |
| Fallecidos en el lugar del accidente:Cristhian Armando Sanchez Peñafiel, Cristhian Ruben Pino Sarmiento, Carlos Ivan Burgos Ibarra, David Andrés Morales Bautista, Katherine Cedeño Cedeño, Cristian Sánchez Peñafiel, Jeison Licoa Arechua y Juan Gurumendi. |
| Heridos en el Hospital MINSA de Talara: Roberto Becerra Gonzáles, Dany Coloma Mora, Savio Esteban Salazar Rivadeneira y Paulo Figueroga Aspiazo. |
| Heridos en Centro de Salud de El Alto: Yamilet Araujo Rodríguez, Eder Gustavo Medina Abril, Estefany Nuñez Parrada, Erika Peña Andrade, Robinson Alfredo Domínguez Cedeño, Eddy Moyses Cedeño Bravo, Galo Molina Morales, Ronny Candado Merchon, Genesis Vasquez Espinoza, Joan Isacc Zambrano Zambano, Kevin Jose Zambrano Solorzano, Bryan Daniel Rosado Basurto, Nelson Fernando Leon Sancucho, Erick Josua Paredes Colverto, Kevin Correa Pedro, Jesica del Rocío Decker Moreyra y Antony Maca Mortero. |
| Heridos en la Clínica TESA Talara:Cesar Jhon Grande Escalante, Allom Ortega Quinde, Duver Efraín García Salavarria y Paulo Osmar Figueroa Aspiazu. |

### Traslado de sobrevivientes a Ecuador
El 16 de febrero, 45 sobrevivientes llegaron a Guayaquil por medio del Cuerpo de Bomberos de Machala, fueron transportados a centros de salud de la ciudad. Ese mismo día en la noche llegaron 12 heridos más en aviones de la Policía Nacional del Ecuador. Según el diario El Universo, los cuerpos de los fallecidos estarían en Ecuador el domingo 17 de febrero. El 17 de febrero el Ministerio de Relaciones Exteriores y Movilidad Humana informó que 16 heridos aún se encuentran en Perú por la gravedad de sus heridas, 13 están en centros de salud ecuatorianos y 40 de los traslados ya retornaron a sus hogares.

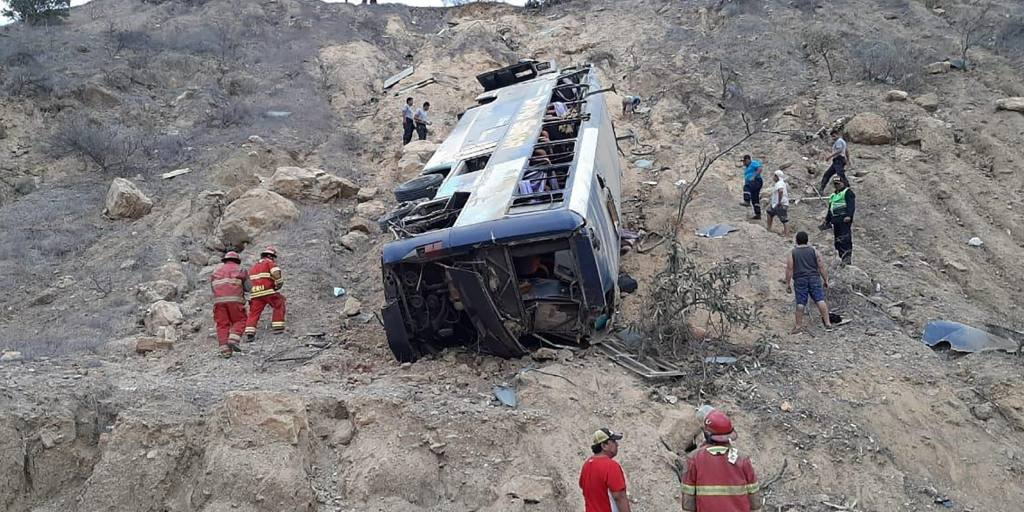
Bus destruido de la empresa Divino Señor, en el lugar del accidente

### Traslado de fallecidos a Ecuador
El 17 de febrero llegaron los féretros de todos los fallecidos en la tragedia a Guayaquil, dejándolos en el Estadio Monumental Isidro Romero Carbo del Barcelona Sporting Club a manera de homenaje, y posteriormente la familia de cada uno los recogió y los llevaron a sus respectivos velorios.

## Reacciones
El presidente del Ecuador Lenin Moreno compartió mediante Twitter un mensaje de honor a la tragedia, el mensaje decía: «Nuestra profunda solidaridad con las familias de los aficionados al Barcelona fallecidos en un accidente en Perú».
El 16 de febrero, el Barcelona Sporting Club en su página oficial agradeció al gobierno ecuatoriano:

Gracias a la gestión del Gobierno de nuestro país, encabezado por el presidente Lenín Moreno y vicepresidente Otto Sonnenholzer, se completaron las gestiones para atenciones y regreso de los heridos al Ecuador.